# San Sebastiano Curone
San Sebastiano Curone (tiếng Piedmonte: San Bastian da Cròu) là một đô thị ở tỉnh Alessandria trong vùng Piedmont của Italia, có vị trí cách khoảng 110 km về phía đông nam của Torino và khoảng 40 km về phía đông nam của Alessandria, tại hợp lưu của các suối Curone và Museglia streams.
San Sebastiano Curone giáp các đô thị: Brignano-Frascata, Dernice, Gremiasco, và Montacuto.
Đây là nơi sinh của Felice Giani, một họa sĩ tân cổ điển.